# Protocolpodes aptinoides
Protocolpodes aptinoides is een keversoort uit de familie loopkevers (Carabidae). De wetenschappelijke naam van de soort is voor het eerst geldig gepubliceerd in 1860 door Tarnier in Morelet.